# Schülldorf
Schülldorf er en kommune og en by i det nordlige Tyskland, beliggende i Amt Eiderkanal i den centrale del af Kreis Rendsborg-Egernførde. Kreis Rendsborg-Egernførde ligger i den centrale del af delstaten Slesvig-Holsten.

## Geografi
Schülldorf ligger lige sydøst for Rendsborg mellem Kielerkanalen, Bundesautobahn 7 fra Hamborg mod Rendsborg og Bundesautobahn 210 fra Rendsborg mod Kiel.
Trinbrættet Schülldorf ligger ved jernbanen Husum–Kiel, der er en Regionalbahn med timedrift.